# Melody Life: Reggae Anthology
A Melody Life: Reggae Anthology egy 2007-es válogatásalbum Marcia Griffiths jamaicai énekesnő életművéből.

## Számok

### CD 1
1. Oh My Darling    (2:53)
2. Feel Like Jumping (3:33)
3. Melody Life (2:51)
4. Truly (2:59)
5. Really Together (3:59)
6. Don't Let Me Down (3:22)
7. Put a Little Love in Your Heart (2:33)
8. Young Gifted and Black (3:04)
9. Just Don't Want to Be Lonely (2:25)
10. First Time Ever I Saw Your Face (4:06)
11. Band of Gold (3:10)
12. Sweet Bitter Love (3:06)
13. When Will I See You Again (3:11)
14. Survival (3:08)
15. Dreamland (3:16)

### CD 2
1. Lonesome Feeling (4:12)
2. Peaceful Woman (3:19)
3. Stepping out a Babylon (4:02)
4. Electric Boogie (3:55)
5. Everywhere (3:48)
6. Deep in My Heart (3:49)
7. Live On (3:35)
8. I Shall Sing (3:34)
9. Closer to You (3:34)
10. Half Idiot (4:06)
11. Tell Me How (3:52)
12. Steppin' to Mount Zion (4:18)
13. Land of Love (3:53)
14. All My Life (3:21)
15. Wave Your Banner (3:59)

## Közreműködők
- Sonia Pottinger – Producer
- Christopher Chin – Executive Producer
- Colin York – Producer
- Roger Steffens – Liner Notes
- Calvin Scott – Producer
- Paul Shields – Mastering
- Randy Fagan – A&R
- Chris Goins – Project Manager
- Fidel Luna "Twice" – A&R
- Lloyd Charmers – Producer
- Clement "Coxsone" Dodd – Producer
- Donovan Germain – Producer
- Harry J – Producer
- The Jerks – Producer